# Cheeky Vampire
Cheeky Vampire (jap. かりん, Karin) ist eine komödiantische Manga-Serie von Yuna Kagesaki, die die Abenteuer eines Vampirmädchens erzählt. Sie erscheint seit 2003, wurde als Anime-Serie umgesetzt und in mehrere Sprachen übersetzt.

## Handlung
Die fünfzehn und im späteren Verlauf sechzehn Jahre alte Oberschülerin Karin Maaka (真紅 果林) ist das zweite von drei Kindern in einer Vampirfamilie. Sie hat ihren großen Bruder Ren Maaka (真紅 煉), ihre kleine Schwester Anju (真紅 杏樹) und ihre Eltern Carrera und Henry Maaka. Sie unterscheidet sich in vielen Punkten von ihrer Familie, so verträgt sie Sonnenlicht und ihr Körper produziert zu viel Blut, anstatt Blut von Menschen zu saugen. Ihr überschüssiges Blut gibt sie jeden Monat an Menschen weiter. Diese sind daraufhin voll neuer Motivation und Lebenskraft, während Karin wieder einen Monat Ruhe hat.
Kenta Usui (雨水 健太) kommt neu in Karins Schulklasse. Karin merkt, dass ihr Blut in seiner Gegenwart ganz besonders stark reagiert. Sie erfährt, dass sie sich zu Kenta hingezogen fühlt, weil er unglücklich ist und sich jeder Vampir zu einer Eigenschaft hingezogen fühlt (ihr Bruder steht beispielsweise auf Frauen, die unter Stress leiden). Um ihren normalen Schulalltag wiederzubekommen, muss Karin Kenta also glücklich machen. Später findet sie heraus, dass sie sich in ihn verliebt hat, und Kenta erfährt, dass Karin ein Vampir ist.
Kenta und Karin freunden sich an und es hilft ihr ungemein, dass sie nun jemanden hat, der ihr auch tagsüber zur Seite steht und weiß, wer sie wirklich ist.
Während Karin und Kenta sich immer näher kommen und schließlich ein Paar werden, versuchen Karins Eltern mit Hilfe von Henrys Mutter herauszufinden, warum Karins Blut sich "vermehrt". Schließlich erfahren sie, dass ihre Tochter eine Lebensquelle ist. Eine alte Prophezeiung besagt, dass, wenn die Vampire aufhören sollten sich zu vermehren und ihre Art auszusterben droht, ein Vampir durch die Blutvermehrung auffällt. Dieser Vampir muss sein Blut dann an die anderen Vampire weitergeben, sprich, die Vampire trinken davon. Dadurch werden die Lebenskräfte der Trinkenden aufgefüllt, der, von dessen Blut aber getrunken wurde, muss sterben.
Eines Tages erfährt ein altes Herrschergeschlecht von Karins Existenz und entführt sie, da die Sippe ihr Blut für sich haben will. Mit Kentas Hilfe gelingt es den Maakas aber, sie aus den Fängen der Blutsauger zu befreien. Karin kann ab jetzt wie ein normaler Mensch leben. Um ihr zu ersparen, dass sie sich immer von ihren Mitmenschen unterscheiden würde, löscht Ren ihr Gedächtnis an die Familie. Kenta verspricht den Maakas, gut auf Karin zu achten. Am Schluss wird man Teil einer Szene, in der man Karin und Kentas Tochter sieht.

## Veröffentlichungen
Cheeky Vampire erschien in Japan von 2003 bis 2008 unter dem Titel Karin in Einzelkapiteln im monatlichen Manga-Magazin Dragon Age des Kadokawa-Shoten-Verlags. Derselbe Verlag brachte diese Einzelkapitel in insgesamt 14 Sammelbänden heraus.
Der Manga wurde in mehreren Ländern lizenziert und lokalisiert. In den Vereinigten Staaten erscheint der Manga seit 2006 bei Tokyopop unter dem Namen Chibi Vampire. Er wurde auch ins Französische, Italienische und Chinesische übersetzt. In Deutschland wird er seit Juni 2007 vom Carlsen Verlag als Cheeky Vampire veröffentlicht. Bisher erschienen 14 Bände in der Übersetzung von Alwin Schäfer und Ilse Schäfer.
Des Weiteren erschien am 9. Januar 2009 eine Kurzgeschichtenband unter dem Titel Karin airmail: Kagesaki Yuna Tampenshū (かりんairmail 影崎由那短編集, ISBN 978-4-04-712586-5). Dieser wurde von Carlsen als Cheeky Vampire – Airmail im November 2010 in Deutschland veröffentlicht.

## Adaptionen

### Light Novel
Kurze Zeit nach der Erstveröffentlichung des Comics erschien im Dezember 2003 der erste Teil der Light-Novel-Reihe Karin Zōketsuki. Tōru Kai schreibt diese nach Kagesakis Originalgeschichte, Yuna Kagesaki fertigt die Illustrationen an. Bis zum Ende der Reihe im Mai 2007 sind bei Fujimi Shobo neun Bände erschienen. Hinzu kamen 2006 zwei Sonderbände unter dem Titel Karin Zōketsuki: Hajirai Diary (かりん増血記 恥じらいダイアリー). Tokyopop veröffentlicht die Reihe in Nordamerika als Chibi Vampire: The Novel. In Deutschland erschien der erste Band im August 2010 bei Carlsen.

### Anime
Im Animationsstudio J.C.Staff entstand 2005 eine 24 Folgen umfassende Animeserie auf Basis des Mangas. Regie führte Shin’ichirō Kimura. Das Charakterdesign entwarf Yumi Nakayama und die künstlerische Leitung hatte Rie Ota inne. Vom 3. November 2005 bis zum 11. Mai 2006 wurde diese auf dem japanischen Fernsehsender WOWOW ausgestrahlt. Anschließend wurde die Serie auf zwölf DVDs veröffentlicht.
Der Anime erschien auch auf Englisch bei FUNimation Entertainment und Geneon Entertainment.

#### Synchronisation
| Rolle         | japanischer Sprecher (Seiyū) |
| ------------- | ---------------------------- |
| Karin Maaka   | Sayuri Yahagi                |
| Kenta Usui    | Katsuyuki Konishi            |
| Ren Maaka     | Jun’ichi Suwabe              |
| Maki Tokitō   | Mikako Takahashi             |
| Carrera Maaka | Emi Shinohara                |
| Henry Maaka   | Dai Matsumoto                |

In weiteren Rollen sind Daisuke Ono, Jun Fukuyama, Takahiro Sakurai, Tomokazu Sugita und Toshiyuki Morikawa zu hören.

#### Musik
Die Musik der Serie komponierte Masara Nishida. Der Vorspanntitel ist Scarlet von BRACE;d, für den Abspann verwendete man Mō hitotsu no birthday von Fm.θ.

## Erfolg
Der Manga ist in den USA ein kommerzieller Erfolg, so war der 13. Band drei Wochen lang unter den zehn meistverkauften Bänden.